# (984) Gretia
(984) Gretia es un asteroide perteneciente al cinturón de asteroides descubierto el 27 de agosto de 1922 por Karl Wilhelm Reinmuth desde el observatorio de Heidelberg-Königstuhl, Alemania.
Está nombrado en honor de una cuñada del astrónomo alemán Albrecht Kahrstedt.